# Katolička Crkva u Ukrajini
Katolička Crkva u Ukrajini (lat. Ecclesia Catholica in Ucraina, ukr. Католицька церква в Україн) dio je opće Katoličke Crkve na čelu s Papom i Rimskom kurijom na prostoru Ukrajine. Obuhvaća Rimokatoličku, Ukrajinsku grkokatoličku Crkvu, kojoj pripada većina ukrajinskih katolika, pripadnike Armenske katoličke Crkve i Mukačevsku eparhiju Rusinske grkokatoličke Crkve. Katolici čine oko 10 % ukrajinskog stanovništva.